# Crystal Caves
Crystal Caves är en grotta i Bermuda (Storbritannien).   Den ligger i parishen Hamilton, i den nordöstra delen av landet, 9 km nordost om huvudstaden Hamilton. Crystal Caves ligger 32 meter över havet.
Terrängen runt Crystal Caves är platt. Trakten är glest befolkad. Närmaste större samhälle är Saint George, 4,8 km nordost om Crystal Caves. 